# Pont de l'Ouen
Le pont de l'Ouen est un pont situé à la limité des communes du Loroux-Bottereau (au nord) et de Haute-Goulaine (au sud) en Loire-Atlantique. Le pont a également donné son nom à un lieu-dit dépendant de la commune du Loroux-Bottereau.

## Description
Le pont se trouve au niveau du resserrement du marais de Goulaine (alimenté par la Goulaine), divisant celui-ci en deux bassins : l'étang amont, baptisé « Claude Dupas » et l'étang aval, baptisé « Adrien Menereau ». Cet ouvrage est emprunté par la D105, qui franchit le marais, et donc la Goulaine. Reconstruit après les inondations de 1910, il surmonte  une vanne régulant le niveau d'eau dans le bassin-amont du marais. 
Le pont de l'Ouen, dont la première construction date du VIe siècle, offre un panorama embrassant tout le marais. À proximité de ce pont, se trouve la « Maison Bleue », lieu d'exposition permanent du marais de Goulaine.